# Skendylinae
Skendylinae – podrodzina skorków z podrzędu Neodermaptera i rodziny skorkowatych.
Czułki tych skorków zbudowane są długich i cienkich członów, z których czwarty jest mniej więcej tak długi jak trzeci lub nieco od niego dłuższy. Pokrywy (tegminy) mogą być dobrze rozwinięte, skrócone i na mniejszym lub większym odcinku środkowym się stykające, szczątkowe, a u Brachycosmiella zredukowane są do bocznych klapek. Wzdłuż bocznych krawędzi pokryw biegną podłużne listewki, które mogą być dobrze lub słabo widoczne. Śródpiersie jest mniej więcej tak szerokie jak długie, kwadratowe lub zaokrąglone w zarysie. Odnóża są długie i smukłe. Golenie tylnej ich pary po rozciągnięciu wzdłuż ciała sięgają do poziomu nasady szczypiec lub dalej.  Przysadki odwłokowe przekształcone są w szczypce, najczęściej prosto zbudowane i u samców wydłużone.
Podrodzina o zasięgu kosmopolitycznym.
Takson ten wprowadzony został w 1907 roku przez Malcolma Burra. Należy doń 67 opisanych gatunków, zgrupowanych w 12 rodzajach:
- Afrocosmia Hincks, 1960
- Brachycosmiella Steinmann, 1990
- Cosmiella Verhoeff, 1902
- Cosmiola Bey-Bienko, 1959
- Forcepsia Moreira, 1930
- Kleter Burr, 1907
- Liparura Burr, 1907
- Lipodes Burr, 1907
- Mixocosmia Borelli, 1909
- Neocosmiella Hebard, 1919
- Obelura Burr, 1907
- Paracosmiella Steinmann, 1990